# 손유경
손유경(1978년 9월 25일 ~ )은 대한민국의 배우이다. 2000년 MBC 29기 공채 탤런트로 데뷔하였으며 이에 앞서 SBS 공채 시험을 봤으나  탈락의 고배를 마셨고 탤런트 데뷔 후 드라마가 아닌 '옥시크린' CF로 얼굴을 알렸다. 사랑과 전쟁 종영 이후로는 심리 상담사로 전업했다. https://blog.naver.com/hello_counselling 블로그

## 학력
- 강남대학교 사회복지학 학 졸업
- 백석대학교 상담대학원 가족상담학 석사 졸업
- 웨스트민스터신학대학원대학교 놀이치료교육학 박사 과정 중

## 출연작

### TV드라마
- 2001년 MBC 주간시트콤 《세 친구》- 김정균 부인
- 2001년 MBC 일일연속극 《결혼의 법칙》- 정선화
- 2001년 MBC 수목드라마 《반달곰 내 사랑》
- 2001년 MBC 대하드라마 《상도》- 연화
- 2001년 MBC 수목드라마 《가을에 만난 남자》
- 2001년 MBC 일일연속극 《매일 그대와》
- 2002년 MBC 아침드라마 《내 이름은 공주》- 서미영
- 2003년 MBC 대하드라마 《대장금》- 다재헌 무수리
- 2005년 KBS1 TV소설《바람꽃》... 카메오 역
- 2011년 EBS 어린이드라마 《꾸러기 천사들》- 강채린 엄마
- 2004년~2014년 KBS2 금요드라마 부부클리닉 사랑과 전쟁

### 영화
- 2013년 《지슬: 끝나지 않은 세월 2》

### 광고
- 2009년 비락 - 참 맛있는 우유
- 2010년 옥시레킷벤키저 - 하픽파워플러스
- 2013년 일렉트로룩스코리아 - 울트라파워플러스 (신개념 파워 무선 청소기)
- 2014년 동아제약 - 베나치오 (손유경, 친구의 얄미운 자랑에 위장이 떨린다!)

1. ↑  조경이 (2013년 11월 28일). “'사랑과 전쟁' 불륜녀?..."단란한 가정의 주부랍니다"”. 오마이뉴스. 2022년 5월 3일에 확인함.